# شو سونغ
شو سونغ (بالصينية: 许嵩) هو مغني وكاتب أغاني صيني، ولد في 1986.

## وصلات خارجية
- شو سونغ على موقع ميوزك برينز (الإنجليزية)